# Insurecția din Khyber Pakhtunkhwa
Insurecția din Khyber Pakhtunkhwa, cunoscută și ca Răboiul din nord-vestul Pakistanului sau ca Războiul pakistanez împotriva terorii, este un conflict militar în plină desfășurare purtat de Pakistan împotriva a numeroase grupări islamiste din provincia Khyber Pakhtunkhwa, printre care se numără Talibanul Pakistanez, ISIS-K și Jundallah. Între 2004 și 2017, acest conflict era caracterizat asemenea unui război în toată firea, ulterior scăzând în intensitate. Ca urmare a ofensivei Talibanului din 2021, ce s-a sfârșit cu Căderea Kabulului, grupările teroriste și-au intensificat activitatea în regiune.